# Kapsel van Bowman
Het kapsel van Bowman of capsula glomeruli is een onderdeel van de nier in zoogdieren.

Kapsel van Bowman met daarin de glomerulus

Het kapsel van Bowman is een bekervormig membraan met een poreuze wand van slechts één cellaag dik, eenlagig plaveiselcelepitheel geheten, die een glomerulus, (een kluw haarvaten, ook wel zeeflichaampje genoemd), omhult. De glomerulus en het kapsel van Bowman vormen samen een lichaampje van Malpighi. De glomerulus perst de voorurine in het kapsel van Bowman, vervolgens wordt het verder verwerkt in de nierbuis, die onderdeel is van het nefron.
Het is vernoemd naar Sir William Bowman (1816-1892), een Britse anatoom en chirurg.
Zie verder het artikel nefron.